# Sønder Hygum Sogn
Sønder Hygum Sogn ist eine Kirchspielsgemeinde (dän.: Sogn)  im südlichen Dänemark. Bis 1970 gehörte sie zur Harde Frøs Herred im damaligen Haderslev Amt, danach zur Rødding Kommune im Sønderjyllands Amt, die im Zuge der  Kommunalreform zum 1. Januar 2007 in der „neuen“  Vejen Kommune in der Region Syddanmark aufgegangen ist.
Im Kirchspiel leben 941 Einwohner, davon 440 im Kirchdorf (Stand:1. Januar 2023). Im Kirchspiel liegt die Kirche „Hygum Kirke“.
Nachbargemeinden sind im Norden Lintrup Sogn, im Nordosten Hjerting Sogn und im Osten Rødding Sogn, ferner in der benachbarten Haderslev Kommune im Süden Fole Sogn und  im Südwesten Gram Sogn, sowie in der Esbjerg Kommune im Westen Obbekær Sogn und im Nordwesten Kalvslund Sogn.